# ローリンド・アルメイダ
ローリンド・アルメイダ（Laurindo Almeida、1917年9月2日 - 1995年7月26日）は、世界的な活躍をした、ブラジル人ギタリスト、作曲家、アレンジャー。

## 経歴
ブラジル・サンパウロ州サントス出身。8人の兄弟姉妹を抱える大音楽一家に生まれ、アマチュア・ピアニストであった母親から音楽的指導を受けていた、しかし後に、姉妹であるマリアのギターに心を奪われ、9歳の時から密かに独学で研鑚を積み上げ、母親が所有していたピアノ楽譜の編曲も行っていた。
サンパウロに在住中、彼は奏者、アレンジャーとしてラジオ局で初めての仕事を獲得した。その後、ラジオ・イパネマでラジオ局での仕事を得た。1936年、ラジオ・レコード・ナイトクラブなどで、彼の知名度が一気に上昇し、渡欧。イギリス、ドイツ、フランス、ポルトガルで公演を行った。フランスに滞在中、彼はベルギーの伝説のギタリスト、ジャンゴ・ラインハルトの演奏を聴く機会を得た。その機会はわずか19歳であった彼の音楽に多大なる影響を与えた。
日本のジャズ・ファンの中でも知られる存在である。

## ディスコグラフィ

### リーダー・アルバム
- Guitar Music of Spain (1955年、Capitol)
- Guitar Music of Latin America (1955年、Capitol)
- 『ローリンド・アルメイダ・カルテット』 - Laurindo Almeida Quartet Featuring Bud Shank (1955年、World Pacific)
- Impressoes do Brasil (1957年、Capitol)
- 『ギター・リサイタル』 - Guitar Recital (Guitar Solos) (1957年、Coral)
- The New World of the Guitar (1957年、Capitol)
- Duets with the Spanish Guitar (1958年、Capitol) ※with マーティン・ルダーマン、サリー・テリー
- 『マラカイボ』 - Maracaibo (1958年、Decca) ※映画『マラカイボ』サウンドトラック
- Contemporary Creations for the Spanish Guitar (1958年、Capitol)
- Danzas (1959年、Capitol)
- Happy Cha-Cha-Cha! (1959年、Capitol)
- 『サリー・テリーと一緒に』 - Songs of Enchantment (1959年、Capitol) ※with サリー・テリー
- For My True Love (1959年、Capitol)
- The Intimate Bach, Duets with the Spanish Guitar Vol.2 (1960年、Capitol)
- Villa Lobos: Music for the Spanish Guitar (1960年、Capitol)
- 『アルメイダ・ギター・リサイタル』 - Vistas de Espana (1960年、Capitol)
- Conversations with the Guitar (1960年、Capitol)
- 『アルメイダ、スパニッシュ・ギターの魅力』 - The Spanish Guitars of Laurindo Almeida (1961年、Capitol)
- The Guitar Worlds of Laurindo Almeida (1961年、Capitol)
- Brazilliance (1962年、World Pacific)
- Reverie for Spanish Guitars (1962年、Capitol)
- 『ビバ・ボサノバ』 - Viva Bossa Nova! (1962年、Capitol) ※Laurindo Almeida & The Bossa Nova Allstars名義
- 『イッツ・ア・ボサノバ・ワールド』 - It's a Bossa Nova World (1963年、Capitol) ※Laurindo Almeida & The Bossa Nova Allstars名義
- 『オレ! ボサ・ノヴァ!』 - Ole! Bossa Nova! (1963年、Capitol) ※Laurindo Almeida & The Bossa Nova Allstars名義
- Acapulco '22 (1963年、Tower)
- Broadway Solo Guitar (1964年、Capitol)
- 『ギター・フロム・イパネマ』 - Guitar from Ipanema (1964年、Capitol)
- New Broadway-Hollywood Hits (1965年、Capitol)
- Sueños (1965年、Capitol)
- 『サミー・デイヴィス・ジュニア・シングス・ローリンド・アルメイダ・プレイズ』 - Sammy Davis, Jr. Sings Laurindo Almeida Plays (1966年、Reprise) ※with サミー・デイヴィス・ジュニア
- 『男と女』 - A Man and a Woman (1967年、Capitol)
- ...Together (1967年、Decca) ※with ラファエル・メンデス
- 『ザ・ルック・オブ・ラヴ』 - The Look of Love and the Sounds of Laurindo Alemeida (1968年、Capitol)
- Classical Current (1969年、Warner Bros./Seven Arts)
- Bach Ground Blues & Greens (1970年、Century City)
- The Art of Laurindo Alemeida (1972年、Orion)
- The Best of Everything (1972年、Daybreak)
- The Golden Hits of the Masters—Today! (1973年、Daybreak)
- Bach Is Beautiful (1972年、Orion)
- Latin Guitar (1976年、Dobre)
- Virtuoso Guitar (1977年、Crystal Clear)
- 『アランフェス協奏曲』 - Concierto de Aranjuez (1978年、East Wind)
- Chamber Jazz (1977年、Concord)
- Prelude: Romantic Studies for the Guitar (1979年、Angel)
- New Directions (1979年、Crystal Clear)
- Clair de Lune (1980年、Angel)
- First Concerto for Guitar and Orchestra (1980年、Concord)
- 『ブラジリアン・ソウル』 - Brazilian Soul (1981年、Concord Picante) ※with チャーリー・バード
- Selected Classical Works for Guitar and Flute (1982年、Concord) ※with バド・シャンク
- 『ラテン・オデッセイ』 - Latin Odyssey (1983年、Concord Jazz) ※with チャーリー・バード
- 3 Guitars 3 (1985年、ProArte) ※with シャロン・イズビン、ラリー・コリエル
- 『タンゴ』 - Tango (1985年、Concord) ※with チャーリー・バード
- 『ブラジル名曲集』 - Music of the Brazilian Masters (1989年、Concord) ※with チャーリー・バード、カルロス・バルボサ＝リマ
- 『ワンス・アゲイン』 - Outra Vez (1992年、Concord Picante)

### L.A.フォア
- 『スコアーズ!』 - The L.A. Four Scores! (1975年、Concord Jazz) ※1974年7月27日ライブ録音
- 『ザ・L.A. フォア』 - The L.A. Four (Concierto de Aranjuez) (1976年、Concord Jazz)
- 『亡き王女のためのパヴァーヌ』 - Pavane pour une Infante Defunte (1976年、East Wind)
- 『家路』 - Going Home (1977年、East Wind)
- 『ジャスト・フレンズ』 - Just Friends (1978年、Concord Jazz)
- 『ウォッチ・ホワット・ハプンズ』 - Watch What Happens (1978年、Concord Jazz)
- 『ライヴ・アット・モントルー』 - Live at Montreux (1979年、Concord Jazz)
- 『ザカ』 - Zaca (1980年、Concord Jazz)
- 『モンタージュ』 - Montage (1981年、Concord Jazz)
- 『エグゼクティヴ・スーツ』 - Executive Suite (1982年、Concord Jazz)